# Four Music
Four Music (FOUR MUSIC Productions GmbH) – niemiecka wytwórnia płytowa założona przez Die Fantastischen Vier w 1996 roku.
Pierwotnie mieściła się w Stuttgarcie, ale została przeniesiona do Kreuzberga w Berlinie.

## Artyści
- Gentleman (do 2010)
- Freundeskreis (do 2007)
- Afrob
- Clueso
- Max Herre
- Joy Denalane
- Blumentopf (do 2009)
- Son Goku (do 2002)
- Miss Platnum
- Casper
- Marteria
- Chakuza
- Ilira

i inni wykonawcy hip-hop i reggae.